# Brandi Carlile

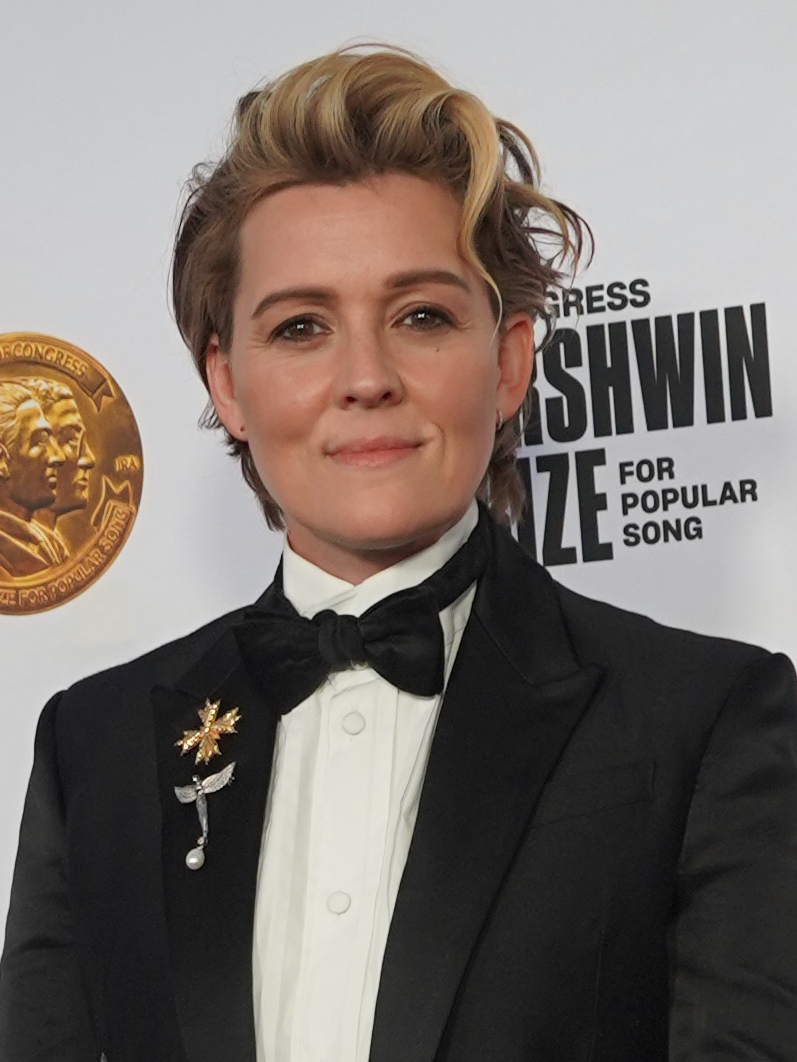
Brandi Carlile (2024)

Brandi Carlile (* 1. Juni 1981 in Ravensdale, Washington) ist eine US-amerikanische Singer-Songwriterin und elffache Grammy-Preisträgerin.

## Leben
Aufgewachsen ist Carlile in ihrer ländlichen Heimat mit Countrymusik, und mit acht Jahren stand sie erstmals mit ihrer Mutter auf der Bühne. Danach entdeckte sie die Rockmusik für sich und zog mit 17 Jahren nach Seattle, wo sie als Solo- und Begleitmusikerin auftrat. Später schloss sie sich mit den Zwillingen Tim und Phil Hanseroth zu einer Rock-’n’-Roll-Band zusammen, in der aber immer mehr Carliles Songwriter-Folkrock-Stil zu dominieren begann. Die Hanseroths sind seitdem ihre festen Begleitmusiker und an der Entstehung ihrer Songs beteiligt.
Anfang der 2000er machte sie eigene Plattenaufnahmen für den Selbstvertrieb und wurde 2004 vom Major-Label Columbia entdeckt und unter Vertrag genommen. Ihr Debütalbum brachte ihr im Folgejahr einen Eintrag in die Liste vielversprechender Künstler des Rolling Stone („10 Artists to Watch in 2005“).

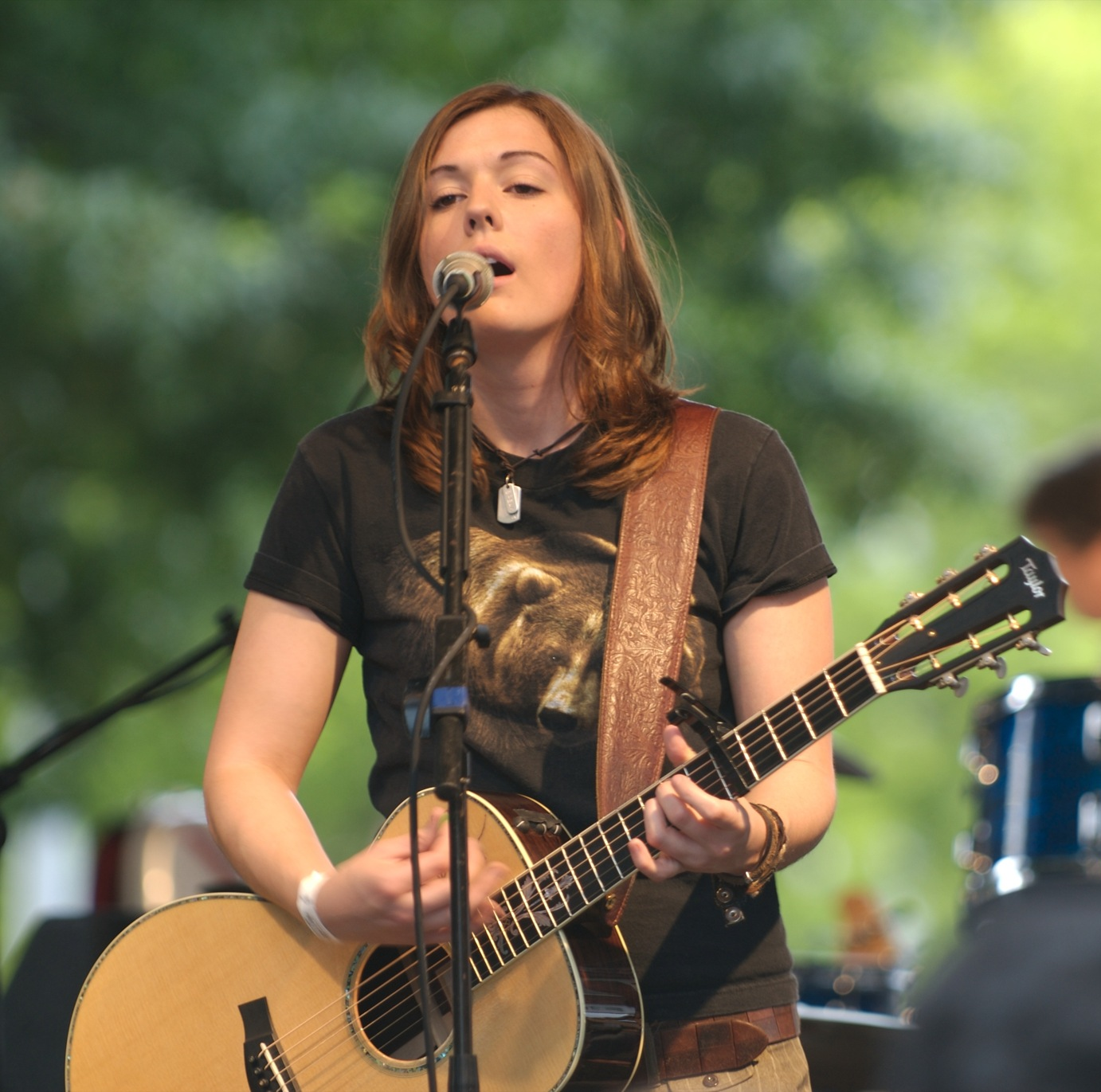
Brandi Carlile (2005)

Den ersten großen Erfolg hatte Brandi Carlile dann mit ihrem zweiten Album The Story zwei Jahre später; produziert von T-Bone Burnett. Besonderen Anschub erhielt es durch die Verwendung ihrer Songs in der US-Serie Grey’s Anatomy. Das Album war danach 25 Wochen in den US-Charts und das Titellied schaffte es eine Woche lang unter die Billboard Hot 100. Noch erfolgreicher war sie in einigen europäischen Ländern, so in Norwegen und Portugal, wo sie es bis unter die Top 10 brachte.
Ihr drittes Album Give Up the Ghost entstand unter Mitwirkung unter anderem von Elton John und Chad Smith und erschien im Oktober 2009. Mit „Bear Creek“ erschien am 1. Juni 2012 ihr viertes Studioalbum, das Platz 10 der Billboard Charts erreichte und somit ihre bisher erfolgreichste Veröffentlichung ist.
Im Jahr 2017 erschien anlässlich des zehnjährigen Jubiläums von The Story das Coveralbum Cover Stories, auf dem u. a. Künstler wie Adele, Dolly Parton und Pearl Jam die Songs neu interpretierten. Die Einnahmen gehen zugunsten der Organisation „War Child“, einem Hilfsprojekt für Kinder in Kriegsgebieten.
2021 sagte sie nach einem Konzert mit Soundgarden, dass sie zur Verfügung stünde, um den Gesangspart des verstorbenen Chris Cornell bei einer Tour zu übernehmen.
Im Jahr 2024 präsentierte sie Elton John einen Liedtext für dessen Dokumentarfilm Elton John: Never Too Late. Dieser schrieb den Text zwar um, war aber so begeistert, dass er den Film nach dem Lied Never Too Late benannte. Der Song wurde bei der Oscarverleihung 2025 in der Kategorie Bester Song nominiert.

## Privatleben
Carlile outete sich 2002 als lesbisch. Seit 2012 ist sie mit der Engländerin Catherine Shepherd verheiratet. Das Paar hat zwei Töchter (* 2014) und (* 2018).

## Diskografie

### Studioalben
| Jahr | Titel                      | Höchstplatzierung, Gesamtwochen, AuszeichnungChartplatzierungen (Jahr, Titel, Platzierungen, Wochen, Auszeichnungen, Anmerkungen) | Höchstplatzierung, Gesamtwochen, AuszeichnungChartplatzierungen (Jahr, Titel, Platzierungen, Wochen, Auszeichnungen, Anmerkungen) | Höchstplatzierung, Gesamtwochen, AuszeichnungChartplatzierungen (Jahr, Titel, Platzierungen, Wochen, Auszeichnungen, Anmerkungen) | Höchstplatzierung, Gesamtwochen, AuszeichnungChartplatzierungen (Jahr, Titel, Platzierungen, Wochen, Auszeichnungen, Anmerkungen) | Höchstplatzierung, Gesamtwochen, AuszeichnungChartplatzierungen (Jahr, Titel, Platzierungen, Wochen, Auszeichnungen, Anmerkungen) | Anmerkungen                            |
| Jahr | Titel                      | DE | AT | CH | UK | US | Anmerkungen                            |
| ---- | -------------------------- | --- | --- | --- | --- | --- | -------------------------------------- |
| 2005 | Brandi Carlile             | — | — | — | — | — | Erstveröffentlichung: 12. Juli 2005    |
| 2007 | The Story                  | — | — | CH18 (16 Wo.)CH | UK58 (2 Wo.)UK | US41 Gold · (25 Wo.)US | Erstveröffentlichung: 3. April 2007    |
| 2009 | Give Up the Ghost          | — | — | CH33 (3 Wo.)CH | — | US26 (6 Wo.)US | Erstveröffentlichung: 2. Oktober 2009  |
| 2012 | Bear Creek                 | — | — | CH39 (2 Wo.)CH | — | US10 (13 Wo.)US | Erstveröffentlichung: 1. Juni 2012     |
| 2015 | The Firewatcher’s Daughter | — | — | CH50 (1 Wo.)CH | — | US9 (7 Wo.)US | Erstveröffentlichung: 3. März 2015     |
| 2018 | By the Way, I Forgive You  | — | — | CH13 (2 Wo.)CH | — | US5 (4 Wo.)US | Erstveröffentlichung: 16. Februar 2018 |
| 2021 | In These Silent Days       | DE73 (1 Wo.)DE | AT64 (1 Wo.)AT | CH12 (2 Wo.)CH | — | US11 (3 Wo.)US | Erstveröffentlichung: 1. Oktober 2021  |

### Gemeinschaftsalben
| Jahr | Titel                   | Höchstplatzierung, Gesamtwochen, AuszeichnungChartplatzierungen (Jahr, Titel, Platzierungen, Wochen, Auszeichnungen, Anmerkungen) | Höchstplatzierung, Gesamtwochen, AuszeichnungChartplatzierungen (Jahr, Titel, Platzierungen, Wochen, Auszeichnungen, Anmerkungen) | Höchstplatzierung, Gesamtwochen, AuszeichnungChartplatzierungen (Jahr, Titel, Platzierungen, Wochen, Auszeichnungen, Anmerkungen) | Höchstplatzierung, Gesamtwochen, AuszeichnungChartplatzierungen (Jahr, Titel, Platzierungen, Wochen, Auszeichnungen, Anmerkungen) | Höchstplatzierung, Gesamtwochen, AuszeichnungChartplatzierungen (Jahr, Titel, Platzierungen, Wochen, Auszeichnungen, Anmerkungen) | Anmerkungen                                        |
| Jahr | Titel                   | DE | AT | CH | UK | US | Anmerkungen                                        |
| ---- | ----------------------- | --- | --- | --- | --- | --- | -------------------------------------------------- |
| 2025 | Who Believes in Angels? | DE2 (3 Wo.)DE | AT2 (3 Wo.)AT | CH1 (… Wo.)CH | UK1 (3 Wo.)UK | US9 (2 Wo.)US | Erstveröffentlichung: 4. April 2025 mit Elton John |

### Livealben
| Jahr | Titel                 | Höchstplatzierung, Gesamtwochen, AuszeichnungChartsChartplatzierungen (Jahr, Titel, Platzierungen, Wochen, Auszeichnungen, Anmerkungen) | Anmerkungen                                            |
| Jahr | Titel                 | US | Anmerkungen                                            |
| ---- | --------------------- | --- | ------------------------------------------------------ |
| 2011 | Live at Benaroya Hall | US63 (2 Wo.)US | Erstveröffentlichung: 3. Mai 2011 mit Seattle Symphony |

### EPs
| Jahr | Titel | Höchstplatzierung, Gesamtwochen, AuszeichnungChartsChartplatzierungen (Jahr, Titel, Platzierungen, Wochen, Auszeichnungen, Anmerkungen) | Anmerkungen                           |
| Jahr | Titel | US | Anmerkungen                           |
| ---- | ----- | --- | ------------------------------------- |
| 2010 | XOBC  | US80 (1 Wo.)US | Erstveröffentlichung: 8. Februar 2010 |

Weitere EPs
- 2004: Acoustic
- 2005: Sony Connect Exclusive
- 2007: Rhapsody Originals
- 2008: The Zune EP
- 2018: Spotify Singles
- 2020: A Rooster Says

### Singles
| Jahr | Titel Album                            | Höchstplatzierung, Gesamtwochen, AuszeichnungChartplatzierungen (Jahr, Titel, Album, Platzierungen, Wochen, Auszeichnungen, Anmerkungen) | Höchstplatzierung, Gesamtwochen, AuszeichnungChartplatzierungen (Jahr, Titel, Album, Platzierungen, Wochen, Auszeichnungen, Anmerkungen) | Höchstplatzierung, Gesamtwochen, AuszeichnungChartplatzierungen (Jahr, Titel, Album, Platzierungen, Wochen, Auszeichnungen, Anmerkungen) | Höchstplatzierung, Gesamtwochen, AuszeichnungChartplatzierungen (Jahr, Titel, Album, Platzierungen, Wochen, Auszeichnungen, Anmerkungen) | Anmerkungen                                                   |
| Jahr | Titel Album                            | AT | CH | UK | US | Anmerkungen                                                   |
| --- | -------------------------------------- | --- | --- | --- | --- | ------------------------------------------------------------- |
| 2007 | The Story                              | AT38 (5 Wo.)AT | CH16 (22 Wo.)CH | — | US75 (1 Wo.)US | Erstveröffentlichung: 2007                                    |
| 2024 | Never Too Late Who Believes in Angel?  | — | — | UK47 (2 Wo.)UK | — | Erstveröffentlichung: 15. November 2024 mit Elton John        |
| Folgende Lieder erschienen nicht als Single, wurden aber durch das Album zum Download und Streaming bereitgestellt und konnten somit eine Platzierung erlangen: |                                        | | | | |                                                               |
| |                                        | | | | |                                                               |
| 2023 | Thousand Miles Endless Summer Vacation | — | — | — | US68 (1 Wo.)US | Charteinstieg: 25. März 2023 Miley Cyrus feat. Brandi Carlile |

Weitere Singles
- 2005: Fall Apart Again
- 2006: What Can I Say
- 2007: Turpentine
- 2009: Dreams
- 2010: That Year
- 2010: Dying Day
- 2012: That Wasn’t Me
- 2012: Keep Your Heart Young
- 2014: The Eye
- 2014: Wherever Is Your Heart
- 2017: Good with God
- 2017: The Joke
- 2018: Every Time I Hear That Song
- 2018: Party of One
- 2020: A Beautiful Noise (mit Alicia Keys)
- 2021: Right on Time
- 2022: Broken Horses
- 2023: Home

### Gastbeiträge
- 2008: Already Home (mit Ha*Ash)
- 2012: My Repair (mit the Noises 10)
- 2013: Making Believe (mit Willie Nelson)
- 2016: The Neverending Story (mit Shooter Jennings)
- 2016: Angel from Montgomery (mit Buddy Miller)
- 2017: Cleanup Hitter (mit Shovels & Rope)
- 2017: Good with God (mit Old 97’s)
- 2018: Party of One (mit Sam Smith)
- 2018: Travelin’ Light (mit Dierks Bentley)
- 2019: Common (mit Maren Morris)
- 2019: Down to You (mit Joni 75)

## Werke
- Broken Horses: A Memoir. Random House, New York 2021, ISBN 978-0-593-23724-3.